# Perçac
Percy és un municipi francès situat al departament de la Isèra i a la regió d'Alvèrnia-Roine-Alps. L'any 2007 tenia 117 habitants.

## Demografia

### Població
El 2007 la població de fet de Percy era de 117 persones. Hi havia 56 famílies de les quals 20 eren unipersonals (20 homes vivint sols), 20 parelles sense fills i 16 parelles amb fills.
La població ha evolucionat segons el següent gràfic:
Habitants censats

### Habitatges
El 2007 hi havia 93 habitatges, 57 eren l'habitatge principal de la família, 27 eren segones residències i 9 estaven desocupats. 81 eren cases i 12 eren apartaments. Dels 57 habitatges principals, 45 estaven ocupats pels seus propietaris, 10 estaven llogats i ocupats pels llogaters i 2 estaven cedits a títol gratuït; 5 tenien dues cambres, 12 en tenien tres, 15 en tenien quatre i 25 en tenien cinc o més. 46 habitatges disposaven pel capbaix d'una plaça de pàrquing. A 33 habitatges hi havia un automòbil i a 21 n'hi havia dos o més.

### Piràmide de població
La piràmide de població per edats i sexe el 2009 era:
| Homes | Edats   | Dones |
| ----- | ------- | ----- |
| 0     | 95 o +  | 0     |
| 0     | 90 a 94 | 0     |
| 0     | 85 a 89 | 0     |
| 4     | 80 a 84 | 0     |
| 8     | 75 a 79 | 4     |
| 4     | 70 a 74 | 12    |
| 0     | 65 a 69 | 0     |
| 4     | 60 a 64 | 4     |
| 4     | 55 a 59 | 0     |
| 4     | 50 a 54 | 0     |
| 4     | 45 a 49 | 8     |
| 0     | 40 a 44 | 4     |
| 8     | 35 a 39 | 4     |
| 4     | 30 a 34 | 4     |
| 0     | 25 a 29 | 4     |
| 0     | 20 a 24 | 0     |
| 4     | 15 a 19 | 0     |
| 8     | 10 a 14 | 0     |
| 4     | 5 a 9   | 0     |
| 4     | 0 a 4   | 4     |

## Economia
El 2007 la població en edat de treballar era de 74 persones, 54 eren actives i 20 eren inactives. De les 54 persones actives 48 estaven ocupades (27 homes i 21 dones) i 6 estaven aturades (3 homes i 3 dones). De les 20 persones inactives 7 estaven jubilades, 4 estaven estudiant i 9 estaven classificades com a «altres inactius».

### Ingressos
El 2009 a Percy hi havia 58 unitats fiscals que integraven 125 persones, la mediana anual d'ingressos fiscals per persona era de 16.857 €.

### Activitats econòmiques
Dels 7 establiments que hi havia el 2007, 1 era d'una empresa de fabricació d'altres productes industrials, 1 d'una empresa de construcció, 1 d'una empresa de comerç i reparació d'automòbils, 3 d'empreses d'hostatgeria i restauració i 1 d'una empresa de serveis.
Dels 3 establiments de servei als particulars que hi havia el 2009, 1 era un taller de reparació d'automòbils i de material agrícola, 1 paleta i 1 restaurant.
L'any 2000 a Percy hi havia 6 explotacions agrícoles.

## Poblacions més properes
El següent diagrama mostra les poblacions més properes.